# Beast (película india de 2022)
Beast es una película de acción de comedia negra en idioma tamil indio escrita y dirigida por Nelson Dilipkumar y producida por Sun Pictures. La película está protagonizada por Vijay y Pooja Hegde, con Selvaraghavan, Yogi Babu, Shine Tom Chacko, Reddin Kingsley, VTV Ganesh, Aparna Das, Lilliput Faruqui, Ankur Ajit Vikal y Sathish Krishnan en papeles secundarios. La música y la banda sonora de la película están compuestas por Anirudh Ravichander, mientras que la cinematografía estuvo a cargo de Manoj Paramahamsa, la edición fue realizada por R. Nirmal y el diseño de producción supervisado por D. R. K. Kiran, respectivamente.
Beast fue estrenada el 13 de abril de 2022.

## Reparto
- Vijay
- Pooja Hegde
- Selvaraghavan
- Yogi Babu
- Shine Tom Chacko
- John Vijay
- Shaji Chen
- VTV Ganesh
- Aparna Das
- Lilliput Faruqui
- Ankur Ajit Vikal
- Sathish Krishnan
- Redin Kingsley
- Sujatha Babu
- Smruthi
- Janani Durga
- Madhuri Watts
- Hasini Pavithra

## Producción

### Preproducción
En enero de 2020, durante la producción de Master (2021), se informó que Vijay firmó para su próximo proyecto respaldado por Sun Pictures de Kalanithi Maran, colaborando con el actor después de Vettaikaran (2009), Sura (2010) y Sarkar (2018). Mientras que Magizh Thirumeni, S. Shankar, Sudha Kongara, Pandiraj, y R. Ajay Gnanamuthu, se informó inicialmente que Vetrimaaran dirigía la película, en marzo de 2020, una fuente afirmó que AR Murugadoss había planeado dirigir a Vijay en la tentativamente titulada Thalapathy 65 (la película número 65 de Vijay como actor principal). Se informó que el proyecto entraría en producción a fines de abril de 2020, lo que se retrasó debido al confinamiento por la pandemia de COVID-19 en India. S. Thaman quedó ultimado para componer la música en mayo de 2020, en lo que habría sido su primera colaboración con el actor. En agosto de 2020, se acercó a Tamannaah para que fuera la actriz principal, colaborando con Vijay después de diez años desde Sura. Se informó que el guion tenía a Vijay en roles duales. Murugadoss narró el guion final a Vijay a principios de agosto de 2020. Tras su aprobación, el equipo informó a mediados de agosto de 2020 que Thalapathy 65 entrará en producción pronto, con un anuncio oficial con motivo de Ganesh Chaturthi (22 de agosto de 2020), que no sucedió. En una entrevista, Murugadoss afirmó que el guion no era una secuela de ninguna de sus películas anteriores, sino una original. El equipo incorporó además al dúo de coreógrafos de acrobacias Anbariv, que marcó su primera colaboración con Vijay, y el guionista R. Selvaraj también se unió al proyecto en agosto de 2020. Manoj Paramahamsa fue anunciado como director de fotografía en septiembre de 2020.
Inicialmente, se dijo que Vijay recibió 100 millones de rupias como remuneración por el proyecto, pero debido a las limitaciones financieras debido a la situación de la pandemia, decidió renunciar al 30 % de su salario, obteniendo así 70 millones de rupias como remuneración. Maran insistió en que Murugadoss redujera su salario tras el fracaso de su anterior director, Darbar (2020). Pero como Murugadoss rechazó sus demandas, Sun Pictures lo expulsó del proyecto en octubre de 2020. Posteriormente, los productores planearon incorporar a S. J. Suryah, Nelson Dilipkumar y Magizh Thirumeni para dirigir el proyecto, y Anirudh Ravichander, quien trabajó con Vijay en Master, insistió en Nelson para dirigir la película.

### Desarrollo
El 10 de diciembre de 2020, Sun Pictures anunció oficialmente que Thalapathy 65 será dirigida por Nelson Dilipkumar, y también se incorporó a Anirudh Ravichander para componer música; este proyecto marcó la tercera colaboración de Anirudh con Vijay y Nelson después de sus respectivas películas, Kaththi (2014) y Master (2021), Kolamaavu Kokila (2018) y Doctor (2021). Se informó que Nelson había planeado revivir su proyecto archivado Vettai Mannan, que tenía a Silambarasan como protagonista, y también reescribió parcialmente el guion. Manoj y Anbariv, que antes formaban parte del proyecto propuesto por Murugadoss con Vijay, fueron retenidos para esta película. R. Nirmal, quien trabajó con Nelson en Kolamaavu Kokila y Doctor fue anunciado como el editor de la película, mientras que D. R. K. Kiran se encargó del diseño de producción de esta película. Hablando sobre la coreografía de acrobacias, Anbariv dijo que la película tendría secuencias de acrobacias "extraordinarias" similares a las de K.G.F: Chapter 1 (2018).
Nelson había trabajado paralelamente en el guion de la película junto con los trabajos de posproducción de Doctor mientras se redactaba el guion final. Durante ese período, simultáneamente comenzó a buscar locaciones para la película y compartió algunas fotos de Rusia a través de su página de Instagram. Se informó que Vijay interpretó a un estafador en la película, que se caracterizará como "aguda y graciosa". Mientras que la película se lanzó bajo el título provisional Thalapathy 65, el título de la película Beast se anunció el 21 de junio de 2021, en la víspera del cumpleaños de Vijay.
En octubre de 2021, Sivakarthikeyan, que trabajaba en Doctor de Nelson, reveló la trama durante las promociones de la película y dijo que la película se centra en el contrabando de oro. Sin embargo, una edición de Diwali publicada en noviembre por la revista semanal Ananda Vikatan, con sede en Tamil Nadu, reveló que la historia se considera una subtrama. La trama gira en torno a una invasión que tiene lugar en un centro comercial, donde unos terroristas secuestran a un grupo de compradores, y cómo el protagonista los salva. La mayoría de los eventos tienen lugar en el centro comercial. Además de ser un thriller, la película también presenta elementos de comedia negra y personajes cómicos sincronizados, que generalmente se ven en las películas del director, como Kolamaavu Kokila y Doctor.

### Selección del reparto
En enero de 2021, se informó que Pooja Hegde era la actriz principal, e insinuó su inclusión en una entrevista en línea en febrero de 2021. Su inclusión en el proyecto fue confirmada por Sun Pictures en un video de anuncio publicado el 24 de marzo de 2021. La película marca su regreso al cine tamil después de una década, luego de su debut en la industria cinematográfica con Mugamoodi (2012). Hegde asignó 50 días para su papel y se le ofreció una remuneración de 3,5 millones de rupias. Junto con Hegde, según los informes, el equipo había planeado elegir a otra actriz para el segundo papel principal femenino, y se informó que los creadores se acercaron a Rashmika Mandanna, quien fue la primera opción para la película. Sin embargo, negaron haber elegido una segunda protagonista femenina y afirmaron que no hay lugar para más actores principales en la película y que el guion no lo exigía.
En marzo de 2021, VTV Ganesh y Kavin fueron anunciados como parte del elenco después de estar presentes en el evento de lanzamiento. Kavin negó ser parte del elenco, pero dijo tres meses después que estaba trabajando como asistente de dirección. La actriz malayalam Aparna Das confirmó su presencia en el proyecto en abril. En mayo de 2021, se le acercó al actor malayalam Shine Tom Chacko para un papel destacado en la película, haciendo su debut en tamil. Yogi Babu confirmó su presencia en el proyecto en junio, colaborando con Vijay por quinta vez después de Velayudham (2011), Mersal (2017), Sarkar (2018) y Bigil (2019). El 7 de agosto de 2021, Sun Pictures anunció que Selvaraghavan actuaría en la película. Los actores de Bollywood Lilliput Faruqui y Ankur Ajit Vikal también fueron anunciados como parte del elenco el mismo día. El coreógrafo y actor Sathish Krishnan se unió al elenco de la película durante la segunda programación. Se informó que la película tenía tres antagonistas. El 25 de agosto, Smruthi, Janani Durga, Madhuri Watts y Hasini Pavithra fueron elegidos para papeles no revelados. El 1 de octubre, Ananda Vikatan informó que Shaji Chen jugaría un papel importante en la película. A mediados de octubre, se informó que Sujatha Babu, quien trabaja como reportera de televisión en el canal Sun News, será vista como la madre de Vijay en la película.

### Rodaje

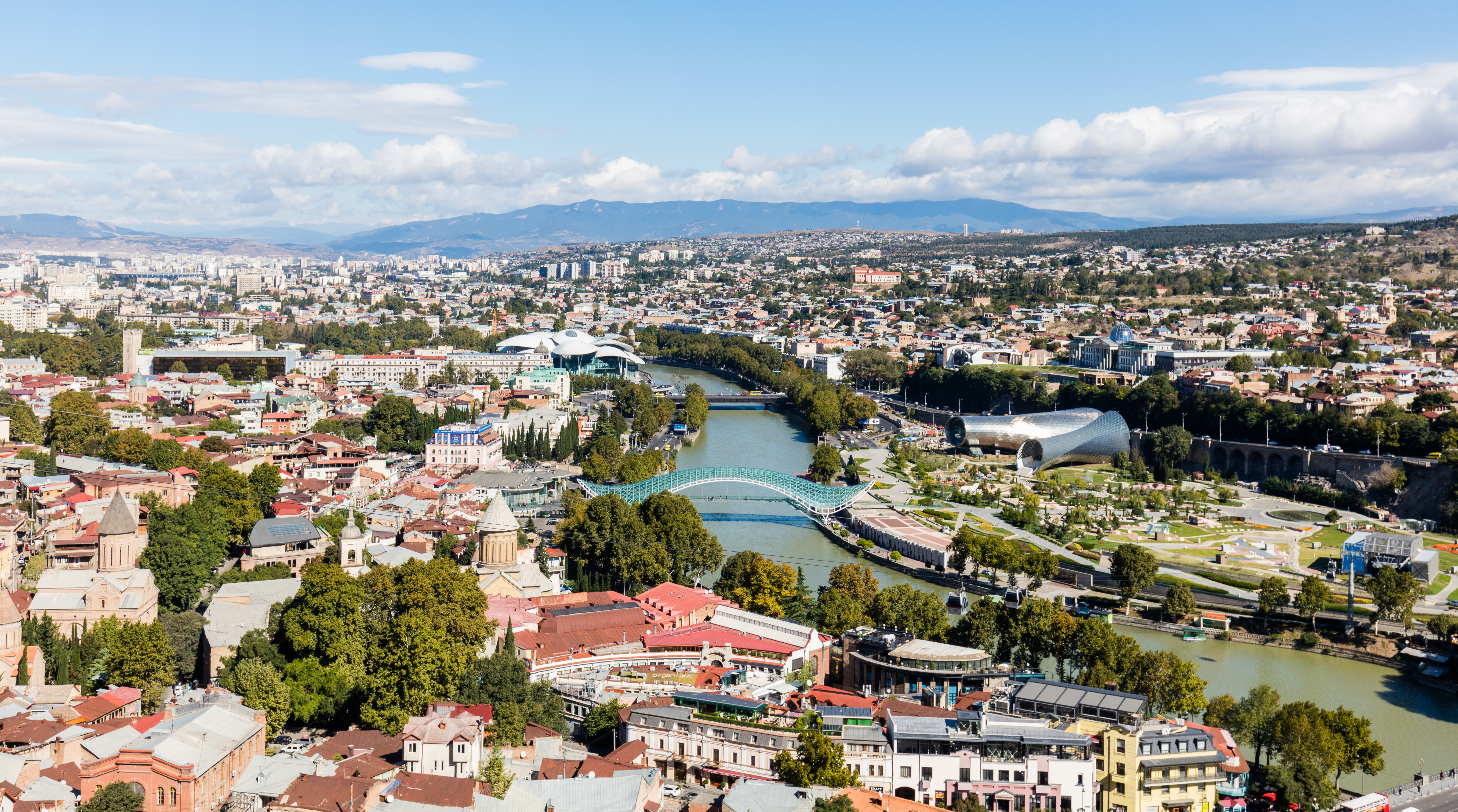
Parte de la película se rodó en Tiflis, Georgia.

Una sesión de prueba para Thalapathy 65, celebrada el 10 de febrero de 2021 en la oficina de Sun TV Network en Chennai. El 31 de marzo de 2021, la película se lanzó en Sun TV Studios, con una ceremonia formal de puja. Sin embargo, Pooja Hegde no estuvo presente en el lanzamiento debido a su apretada agenda. Después de las elecciones a la Asamblea Legislativa de Tamil Nadu de 2021, Vijay y Nelson se dirigieron a Georgia para el programa de rodaje de la película el 7 de abril de 2021. Sun Pictures publicó una publicación desde el lugar de rodaje el 9 de abril, revelando que la película entró en producción. El equipo filmó el 30 % de la película en Georgia y el resto del rodaje en Chennai, debido a las restricciones debidas a la segunda ola de la pandemia. Vijay regresó a Chennai el 26 de abril, después de filmar en Georgia durante 15 días, donde se filmaron una canción introductoria y algunas secuencias de acción.
Para el segundo horario, se replicó un enorme centro comercial en EVP Film City en Chennai ya que los centros comerciales estaban cerrados en Tamil Nadu debido a las restricciones de COVID-19. Sin embargo, Vijay le pidió al equipo que suspendiera la producción debido al aumento de los casos de COVID-19 y al cierre estatal que prevalece en Tamil Nadu. El rodaje de la canción de la película estaba programado para mediados de mayo de 2021, y también se estancó después de que a Hegde se le diagnosticara COVID-19. El rodaje se reanudó en julio de 2021, y el segundo programa durará 20 días. Se filmó una secuencia en East Coast Road, donde se estaba filmando a Valimai y se construyó un gran escenario en el lugar. Los informes también afirmaron que el rodaje de la película avanzó en un hotel estrella en Chennai. El equipo se trasladó a Gokulam Studios para filmar secuencias importantes. El tercer programa de la película comenzó en Chennai el 2 de agosto de 2021 y avanzó durante más de tres semanas. Una secuencia de acción que presenta a Vijay y Chacko se filmó en un set especialmente construido durante este programa, donde Nelson se refirió a la secuencia como un "punto culminante importante en la película".
El programa completo se completó el 23 de agosto de 2021, y el equipo continuó filmando las secuencias recurrentes en Gokulam Studios el 1 de septiembre de 2021, antes de planear rodar algunas secuencias en Delhi como parte del cuarto calendario. Una secuencia de canciones representada por Vijay y Hegde, coreografiada por Jani Master, fue filmada durante el programa. El cuarto programa comenzó en Delhi el 20 de septiembre. En este programa, se rodó una secuencia de acción coreografiada por Anbariv durante cinco a siete días. El próximo programa comenzó en Chennai después del 28 de septiembre. A fines de octubre, se informó que más del 70% de la filmación se completó, y la película está programada para terminar a fines de diciembre. Para las secuencias de acción culminantes, el equipo planeó rodar la película en Rusia, que luego fue descartada debido al aumento de casos de COVID-19 en ese país. En cambio, el equipo decidió ir a Georgia nuevamente para el programa final, para filmar una escena que involucraba a una versión más joven del personaje de Vijay. Según los informes, el equipo recreará Cachemira y filmará escenas basadas en el ejército en este programa. El director de fotografía, Manoj Paramahamsa, compró una nueva plataforma Tiltamax para el rodaje en Georgia, que también tenía una Red Komodo 6K práctica, y luego se trajo una cámara roja V-raptor para filmar las secuencias de acción en alta resolución. Así Beast se convirtió en la primera película india que se rodó con una cámara de raptor roja. Pooja Hegde regresó a Chennai para rodar la película en noviembre de 2021. Pero debido a las fuertes lluvias en Chennai, los decorados se inundaron aunque ninguno de los miembros del elenco resultó herido. También se ha informado que los interiores de los decorados no sufrieron daños por inundaciones.

## Música
La música está compuesta por Anirudh Ravichander en su tercera colaboración con Vijay y Nelson. Según los informes, el álbum de Beast tendrá cinco canciones y seis temas; tres de las pistas fueron fotografiadas en Vijay y Pooja Hegde, incluido un sencillo romántico. Los informes de los medios de comunicación habían afirmado que la pista introductoria en el género musical árabe, que tenía la voz del propio Anirudh y presentaba letras en los idiomas tamil y árabe; se considera que será lanzado como el primer sencillo del álbum.
Para las sesiones de música, Anirudh vio el rodaje de la película en Chennai a mediados de julio de 2021; Dijo que podría trabajar fácilmente en las composiciones, en lugar de acercarse al actor y director para narrar una secuencia en particular, de modo que pudiera hacerse una idea de cómo se podría materializar la canción para esa escena. Se ha informado que Dhanush y Sivakarthikeyan contribuirán a la banda sonora, con la escritura anterior y proporcionando las voces para una canción, y este último escribirá una de las pistas que supuestamente fue cantada por Vijay, su tercera colaboración posterior con Anirudh como cantante, después de "Selfie Pulla" de Kaththi y "Kutti Story" de Master. Dhanush había intentado modular su voz para la pista, se informó que cantaba, para que coincidiera con la capacidad vocal de Vijay.
A principios de noviembre de 2021, se informó que Anirudh había terminado de componer todas las canciones del álbum. El equipo planeó lanzar la primera pista de audio individual antes mencionada en el cumpleaños del compositor (16 de octubre de 2021) y luego se programó para su lanzamiento en Diwali (4 de noviembre), lo que sin embargo no sucedió. La razón del retraso se debe a los compromisos de Sun Pictures con el lanzamiento de Annaatthe, protagonizada por Rajinikanth, y también a la muerte de Puneeth Rajkumar insistió en que los creadores no publicaran ninguna actualización sobre la película en ese festival. Se informó que el primer sencillo de la película se lanzará en la víspera de Año Nuevo, pero luego se pospuso para Pongal 2022 (mediados de enero), lo que nuevamente no sucedió. Se informó que Anirudh recreará otra de las canciones de Vijay al igual que recreó "Vaathi Kabaddi" para Master.

## Lanzamiento
Beast está programado para su estreno en cines el 14 de abril de 2022, Puthandu. Los fabricantes no pudieron lanzar la película para Pongal 2022 (mediados de enero) como deseaban debido a retrasos en la producción.